# Provincia di Julcán
La provincia di Julcán è una provincia del Perù, situata nella regione di La Libertad.

## Geografia antropica

### Suddivisioni amministrative
È divisa in 4 distretti:
- Julcán
- Calamarca
- Carabamba
- Huaso